# Toès i Entrevalls
Toès i Entrevalls ([tu'ezi'entɾə'βaʎs], estàndard [tu'ɛzi'entɾə'βaʎs], en francès i oficialment Thuès-Entre-Valls) és una comuna de la comarca del Conflent, a la Catalunya del Nord.
El terme de Toès i Entrevalls comprèn tradicionalment quatre nuclis de població: el Bac, antigament Toès d'Entrevalls o, en documents d'època moderna, Toès de l'Abat, la Solana, o Toès de Llar, l'Església, o Veïnat de l'Església i, ja desaparegut, Entrevalls. Cal tenir en compte, tanmateix, que els Banys de Toès, al nord-est del terme comunal, són dins del terme veí de Nyer.

## Etimologia
Contra algunes teories, que postularien que el nom de Toès ve de la seua posició geogràfica, puix que designa el clot, Joan Coromines proposa una interpretació ben diferent. En una llarga exposició a l'Onomasticon Cataloniae, Coromines planteja d'una banda un ètim grec per a l'arrel del mot, tŭe, d'origen preromà, tal vegada amb una bilabial b o una v, com apareix a les formes més antigues (Tobese, Touese), i de l'altra un sufix -ĕsse o -ĕse, afegit a l'ètim anterior. Es tractaria, doncs, d'un topònim d'origen preromà.

## Geografia

### Localització i característiques generals del terme

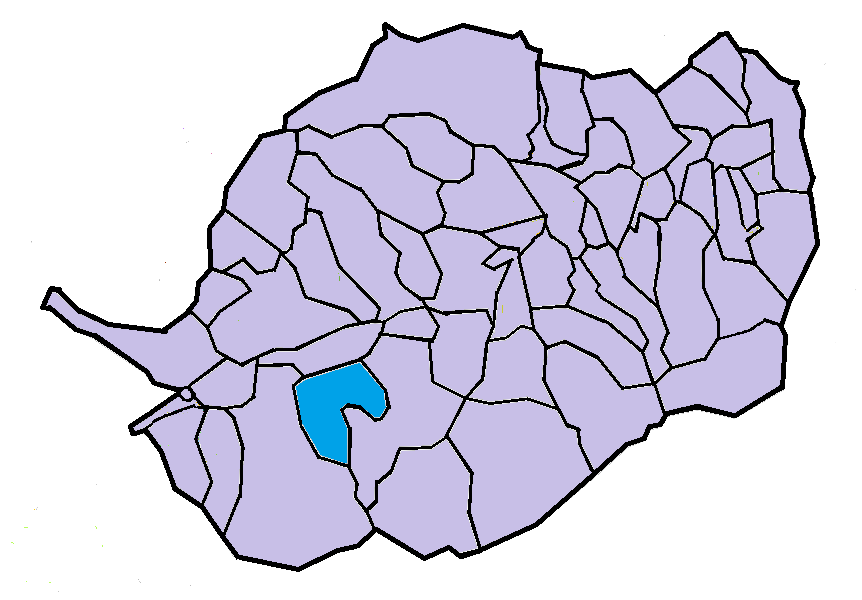
Situació de la comuna de Toès i Entrevalls en el Conflent

El terme comunal de Toès i Entrevalls, de 204.100 hectàrees d'extensió és situat bàsicament a la dreta de la Tet, tot i que té una petita franja paral·lela al riu a la seva esquerra; en aquesta franja de l'esquerra del riu es troba el barri de la Solana de Toès, o Toès de Llar. És a la vall baixa del Torrent de Carançà i del Torrent de Faget. Està situat a la zona sud-oest de la comarca. Toès i Entrevalls és en el dinovè lloc entre les comunes i municipis amb menys població dels Països Catalans, l'onzè de la comarca del Conflent.
El terme, que té una forma irregular, una mena de lletra pi (π) amb la pota de l'esquerra més llarga que la de la dreta, està conformat per dues parts diferents. La meitat esquerra pertany a la vall del Torrent de Carançà, íntegrament a la part baixa, septentrional, incloent-hi les Gorges de Carançà, a més de tot el vessant occidental de la riba esquerra de la vall del torrent, a la zona de Campilles. La meitat de la dreta és la vall del Torrent de Faget, així com la carena que separa aquestes dues valls. Precisament en aquesta carena es troba el poble d'Entrevalls.
La vall del Torrent de Carançà només pertany al terme de Toès i Entrevalls en el seu tram baix. L'alt és del tot dins del terme de Fontpedrosa, el tram mitjà, entre la Pedra Dreta i, pràcticament, les Gorges de Carançà, és migpartit entre Nyer (riba dreta i, per tant, vessant oriental de la vall) i Toès i Entrevalls (riba esquerra i, per tant, vessant occidental de la vall). Finalment, el tram baix de la vall del Torrent de Carançà, des de les gorges esmentades cap al nord, fins al seu abocament en la Tet, pertany del tot a Toès i Entrevalls. Delimita pel costat de ponent aquest fragment de territori, una línia marcada principalment per carenes: des de la Pedra Dreta, a 1.659,2 m alt, puja per una petita carena cap al nord-oest cap a la Serra de les Torres i el Pic Gallinàs, de 2.622,3 m alt, que és el punt més enlairat del terme de Toès i Entrevalls. Des d'aquest cim, el termenal davalla mitjançant el Torrent de la Sorda cap al nord-oest, fins que arriba a la Tet a 925,2 m alt, a ponent del Pont de Molines i del veïnat de Toès d'Entrevalls. En aquest mateix sector, a llevant, el termenal segueix la llera del Torrent de Carançà des de la Pedra Dreta fins al meandre anterior a les Gorges de Carançà, on deixa de ser termenal a 1.078,7 m alt.
En el punt on deixa el Torrent de Carançà, el límit sud d'aquest sector de terme és una línia recta cap a llevant que s'enfila fins a 1.883,5 m alt, a la carena que separa les dues valls: la dels torrents de Carançà i de Faget. És el punt on comença, de fet, l'antic territori d'Entrevalls. La carena que separa les dues valls continua cap al nord-oest, davallant progressivament fins al mateix poble de Toès, a 825 m alt. L'antic territori d'Entrevalls correspon a la meitat, aproximadament, del territori actual. Comença en el punt de la carena acabat d'esmentar, i segueix aquesta carena cap al sud-est fins al Roc dels Cimbells, de 2.270 m alt, des d'on davalla per carenes, principalment, cap al nord passant pel Collet de la Rabadana, de 2.139,3 m alt, el Roc dels Traspassats, de 2.037,8, el Collet de l'Ànima Blanca, de 1.951,1, després gira cap al nord-oest per tal de seguir el Serrat de Faget, i baixa sempre seguint una carena fins a tocar la Tet a prop a ponent dels Banys de Toès, a 736,5 m alt, que representa el punt més baix de tot el terme de Toès i Entrevalls.
El termenal nord del terme de Toès i Entrevalls és una línia més o menys paral·lela al curs de la Tet, seguint aproximadament una cota entre 815 m alt a ponent i 780 a llevant, que deixa una franja a l'esquerra de la Tet que en el seu punt més ample arriba a 125 metres. El terme inclou boscos importants, com el d'Entrevalls i el de Campilles, tots dos procedents dels dominis reials (per això són estatals i no comunals).
El terme comunal de Toès i Entrevalls està inclòs en el Parc Natural Regional del Pirineu Català.
Termes municipals limítrofs:
|             | Canavelles |      |
| Fontpedrosa |            | Nyer |
|             |            |      |

### Toès de Llar

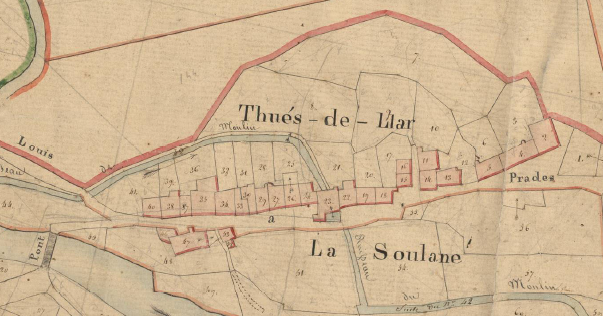
Toès de Llar, en el Cadastre napoleònic del 1812 (Arxius Departamentals dels Pirineus Orientals, ADPO)

Toès de Llar, també anomenat la Solana, o la Solana de Toès, abans Veïnat de la Solana, és actualment un barri del poble de Toès situat a l'esquerra de la Tet, davant mateix del barri de Toès d'Entrevalls, també anomenat el Bac o, en documents d'època moderns, Toès de l'Abat, Toès del Bac, abans Veïnat de la Baga. El tros de territori on es troba aquest veïnat antigament havia estat part del terme de Llar, cosa que es reflecteix en un dels noms del veïnat.
És un poble allargassat que segueix el traçat de l'antiga carretera general. En l'actualitat, la carretera té un nou traçat que fa la volta pel nord del nucli urbà, seguint el termenal amb Canavelles, i el seu traçat antic ha esdevingut el carrer major del poble (carrer de la Solana, on hi ha la Casa del Comú). Té el seu origen en un hostal de camí ral, l'Hostal del Pou citat el 1530.

### Toès d'Entrevalls

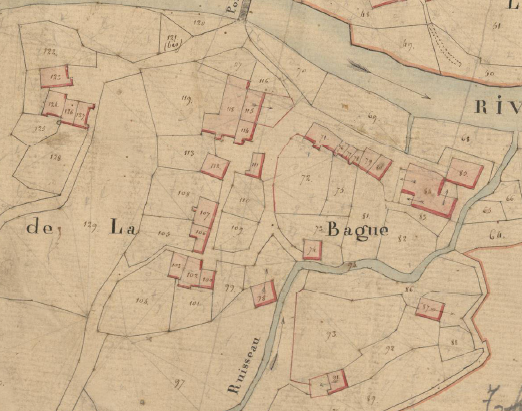
Toès d'Entrevalls en el Cadastre napoleònic del 1812 (ADPO)

El veïnat de Toès d'Entrevalls, també anomenat Toès del Bac i el Bac, abans, Veïnat de la Baga i, en època moderna, Toès de l'Abat, és a la dreta de la Tet, davant mateix i al sud-oest de Toès de Llar.
El veïnat està format per un parell o tres de carrers, a l'entorn del que havia estat el Molí i la Farga de Toès, orígens d'aquest veïnat: ho recorden el Carrer del Molí i el Carreró, o Atzucac, de la Farga. També hi ha el carrer del Bac, antic carrer principal del veïnat. Al costat sud-oest del poble hi ha el gran aparcament preparat per als visitants de les properes Gorges de Carançà, situades uns 800 metres aigua amunt del Torrent de Carançà, que passa pel costat de ponent del poble.

### Veïnat de l'Església

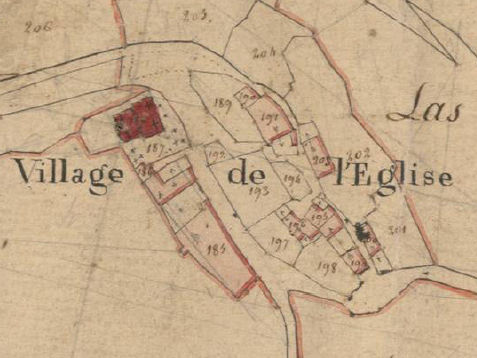
El Veïnat de l'Església en el Cadastre napoleònic del 1812 (ADPO)

El Veïnat de l'Església, actualment conegut simplement com l'Església és el nucli de Toès on hi ha l'església parroquial de Sant Genís. És al sud-est dels altres dos veïnats, a la dreta de la Tet, lleugerament aturonat respecte del riu i dels altres veïnats.
El Veïnat de l'església s'organitza en un carrer únic, anomenat Carrer de l'Església. Aquest veïnat és el nucli primigeni del poble de Toès.

### Entrevalls

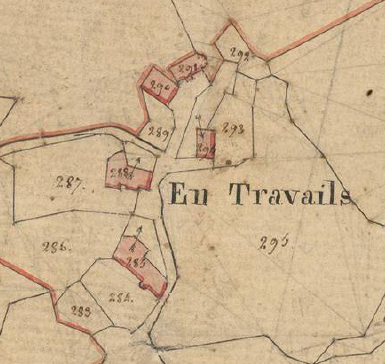
Entrevalls en el Cadastre napoleònic del 1812 (ADPO)

Entrevalls, un dels pobles que donen nom a la comuna, és actualment en ruïnes. Està situat a la carena que separa les valls dels torrent de Carançà i de Faget. Actualment s'hi troba, aprofitant algunes restes de les cases del poble desaparegut, el Refugi d'Entrevalls. L'església de Sant Joan Evangelista d'Entrevalls era l'església del poble. Romànica, hi roman l'edifici, bastant sencer.

### Alberet
Alberet fou un veïnat, ara del tot abandonat, sorgit a l'entorn del gros Mas d'Alberet, actualment també abandonat. Era aturonat a 1.400 m alt en el sector nord-oest del terme, en un altiplà que conforma una clariana ampla dins de l'entorn boscós d'aquest sector del terme comunal. El lloc és esmentat des d'abans del 878 (Albaretum), i com a pasquer d'Alberet encara apareix en documents del 1494.

### Camí de Toès a Entrevalls
És destacable la conservació del camí romànic de Toès a Entrevalls, gairebé del tot conservat entre els dos pobles. Surt de la part més alta del Veïnat de l'Església i s'enfila muntanya amunt cap a llevant fent ziga-zagues fins a arribar al poble d'Entrevalls.

### Els masos del terme
El terme de Toès i Entrevalls tenia un sol mas, el Mas d'Alberet, que antigament havia estat un llogaret. La resta de construccions dedicades a l'habitatge humà són en algun dels tres veïnats de Toès. El mateix poble d'Entrevalls és també en ruïnes. La resta de construccions isolades del terme eren dedicades al pastoreig o al treball del bosc. Així, hi ha cabanes: la Cabana de la Balmera, la de la Jaça dels Anyells de Borgunyà, la de les Tors de Baix, la de les Tors de Dalt, la del Pelat, la dels Traspassats, ja damunt del termenal amb Nyer, les Cabanes de Campilles i les del Planell de Campilles. Hi ha també la Balma del Prat del Roig, balma habilitada com a cabana, el Casot de Brilles, la Central Elèctrica de Toès, el Refugi de Donapà i el Refugi d'Entrevalls, de l'entitat gestora estatal dels boscs. Hi ha bastants cortals: la Coma, que és en ruïnes, abans Cortal d'en Pagès, o d'en Tarà, el Cortal de Campilles, el de Faget i el del Camp del Guillem, a més d'altres considerats ja noms antics, en desús: Cortal de Brilles, o d'en Bordes, Cortal de Campilles, o d'en Podades, Cortal del Camp del Perol, o del Solonat, Cortal dels Cóms, o del Mallerot, i Cortal d'en Lafont.
A part de les dues estacions, la nova i la vella, a Toès i Entrevalls hi ha nombrosos ponts: Pont Canal, Pont d'Alberet, Pont dels Banys, Pont del Torrent Roig i Pont de Molines.

### Hidrònims

#### Cursos d'aigua
La Tet, el Torrent de Carançà i el Torrent de Faget, o Real, són els principals cursos d'aigua del terme de Toès i Entrevalls. A més, el límit de ponent del terme és marcat pel Torrent de la Sorda, que recull, des del terme de Toès i Entrevalls, el Còrrec del Pegaire i el de la Font de Dalt. Més a llevant, afluent directe de la Tet, hi ha el Torrent de Ramonalls, i encara més a llevant, es troba ja el Torrent de Carançà. Aquest torrent, dins del terme de Toès i Entrevalls, rep per l'esquerra el Canal de l'Avet, al límit sud, el Còrrec de la Balmera, amb els dos còrrecs de les Tors, el Torrent Roig, amb el de Prat de Tres Diners, i el de Campilles, abans que el Torrent de Carançà entri plenament dins d'aquest terme comunal. A la zona de les Gorges de Carançà rep per la dreta el Canal Gros, amb el del Bardot, després el de la Guilla i tot seguit el Còrrec del Camp del Bosc; després, ara per l'esquerra, el Torrent del Bosc d'en Roig. Tot seguit, i ja fins a la Tet, no rep cap més afluent significatiu, però supera dos salts: el del Lindo i el del Pobre (abans el torrent ha passat per tres salts més). Entre ells hi ha la Roca Foradada.
Més a llevant, al costat est del Veïnat de l'Església, hi ha el Còrrec de l'Església, després el d'Entrevalls i encara després el del Camp de l'Era, afluents directes de la Tet. Més a llevant hi ha finalment el Torrent de Faget, que recorre tot el límit est de Toès i Entrevalls. Aquest torrent aporta també els còrrecs del Solà del Capó, o del Bac de la Sociada (ensulsiada), d'Argolell, del Seglar, de l'Ànima, o Aima, Blanca, del Blai, el Torrent Fosc, el Còrrec de la Canaleta i el Torrent de Mata-l'hi. El Torrent de Faget troba, just abans d'arribar a la Tet, el salt d'aigua anomenat la Cascada.

#### Canals
Els canals de conducció d'aigua del terme de Toès i Entrevalls són la conducció forçada de la Central Elèctrica, i el Canal de Toès, tots dos al servei de la producció d'electricitat.

### Orònims
Els espais geogràfics concrets i topònims que indiquen formes de relleu es poden classificar en obagues: Bac de la Font de Dalt, Bac de l'Ànima, o Aima, Blanca, Bac de la Sociada (Ensulsiada), Bac d'Argodell, Bac de les Artigues, Bac del Truquell, Bac Socarrel i la Baga; boscs: Bosc Estatal de Campilles i Bosc Estatal d'Entrevalls; Clots: els Clots de Molines; colls: la Collada, el Collet de la Rabadana; comes: la Coma, Comalls de la Beçosa, Comalls de Mata-l'hi i Comalls de Ramonalls; congosts: les Gorges de Carançà; costes: la Costa, el Costal, les Costes d'Ençà, les Costes d'Enllà; muntanyes: Pic Gallinàs, ; plans: el Pla, el Pla de la Cella, el Pla de l'Anyell, el Planell de Campilles i el Planell de l'Ós; roques singulars: Roc de Calmador, Roc de la Balmera, Roc de la Foradada, Roc de la Jaça dels Anyells de Borgunyà, Roc de l'Ànima, o Aima, Blanca, Roc de l'Àliga, Roc de la Madriu, Roc del Pas de l'Anyell, Roc del Ronyó, Roc dels Cimbells, Roc dels Traspassats, Roc de Malnom i Roc Foradat; serres i serrats: Serra o Serrat de Faget, Serra de les Tors, o de la Tosa, el Serradet i Serrat de la Tosa, i solanes: el Solà (dos llocs diferents amb aquest nom), el Solà del Capó, el Solà del Pomer, el Solà del Ranc, el Solà del Seglar, el Solà dels Meners, el Solanet i el Solanet de l'Ulma.

### El terme comunal
Les partides i indrets específics del terme de Toès i Entrevalls són l'Abeurador, Alberet, l'Avellanosa, la Balmera, les Barges, la Bassa Calenta, la Begosa, Brilles, el Camp de la Font, el Camp de l'Església, el Camp del Guillem, el Camp del Martinet, el Camp del Perol, el Camp d'en Tonica, Campilles, els Camps de la Torre, els Camps del Bosc, els Camps de l'Era, la Canaleta, la Castanyal, els Cimbells, els Corralets, els Cortalets, les Esquerdes Blanques, els Estallats, Faget, el Fillol, la Font, la Font del Gat, la Fonteta, la Foradada, el Fornàs, la Freixeta, el Gendarme, Gispetars, els Graus, Gréixer, la Jaça de Soanyes, la Jaceta, la Llosa, la Masia, el Pas de l'Anyell de Baix, el Pas de l'Anyell de Dalt, el Prat de Dalt, el Prat de Rigat, o, simplement, Rigat, el Prat del Roig, el Prat dels Tres Diners, el Prat dels Montals, el Prat de la Baga, els Prats de Carançà, Racons del Torrent de l'Església, Ramonalls, les Ribes, les Ribes de la Gorga, el Roquetar, la Roireda, la Sequera, la Tallada, Torrent d'Argodell, Torrent de la Sorda, Torrent Roig, les Tors, les Tors de Baix i les Tors de Dalt. Alguns són senyals termenals: la Creu de Dalt de la Serra de les Tors, la Creu de la Serra de les Tors, la Creu del Roc Roig, la Creu del Simon, o Creu de Ferro, la Pedra Dreta, el Piló, Roc de l'Avet.

## Transports i comunicacions
El poble de Toès, en concret el seu veïnat de la Solana, o Toès de Llar, està molt ben comunicat, atès que el terme es troba al fons de la vall de la Tet, per on circulen les carreteres principals de la comarca, a més de la via del ferrocarril.

### Carreteres
En primer lloc, la carretera N - 116 (Perpinyà - la Guingueta d'Ix), la carretera que fa d'enllaç bàsic del Conflent, que, venint de Perpinyà, té forma d'autovia fins a prop de Bulaternera. Aquesta carretera, que passa ran de la riba dreta de la Tet fins a Vilafranca de Conflent, permet arribar a Perpinyà en 65 quilòmetres; és a 14,8 quilòmetres de Vilafranca de Conflent, a 20,8 de Prada, a 31,4 de Vinçà, d'una banda (cap a llevant), citant només algunes de les poblacions, i a 35 de la Guingueta d'Ix, a 13,5 de Montlluís, de l'altra (cap a ponent). Aquesta carretera ressegueix el traçat de l'antiga Via Confluentana medieval i possiblement romana. En l'actualitat la carretera evita el pas pel nucli urbà; ho fa a través de la variant que en fa la volta pel nord. Fora d'aquesta carretera, amb l'actual variant del ytaçat antic, que passa per dins del nucli urbà, no n'hi ha cap altra en tot el terme comunal.

### Ferrocarril
Toès i Entrevalls té estació de tren, l'Estació de Toès - Carançà, de la línia Vilafranca de Conflent - la Tor de Querol del Tren Groc. És la línia 12 TER Llenguadoc Rosselló. Entra en el terme, procedent del de Nyer, per l'extrem de llevant del terme, i al cap de 45 metres salva el Torrent de Faget per un viaducte de 50 metres de llargària. 2.035 metres més endavant arriba a l'estació de Toès - Carançà. 1.042 metres més endavant supera el Barranc de Ramonalls per un pont de 60 metres de llargària, i 687 més a ponent arriba al Pont de Fontpedrosa, o Pont Séjourné, de 236,7 metres de llarg, el qual passa a l'altre costat de la Tet i entra en el terme de Fontpedrosa.

### Transport públic col·lectiu
Toès i Entrevalls, i en concret el veïnat de Toès de Llar disposa de la línia 260, que uneix Perpinyà amb la Cerdanya passant per Prada, fins on es directa des de la capital del Rosselló, Rià, Vilafranca de Conflent, Serdinyà, Oleta, Toès, Fontpedrosa, Fetges, Montlluís, Bolquera, Font-romeu, Èguet, Targasona, Angostrina, Vilanova de les Escaldes, Ur, Enveig, la Tor de Querol, la Cabanassa, Sallagosa, Er, Naüja, Oceja, la Guingueta d'Ix, Ur (fent un bucle a l'Alta Cerdanya), Enveig, la Tor de Querol, Porta i Portè. Aquesta línia circula de dilluns a dissabte amb quatre serveis diaris en direcció a la Cerdanya i cinc en direcció a Perpinyà, més un servei diari extra divendres i dissabte i tres serveis en cada direcció el diumenge. Toès és a 25 minuts de Vilafranca de Conflent, a mitja hora de Prada, i a cosa d'una hora i mitja de Perpinyà, també depenent de la parada, cap a llevant; en l'altra direcció, és a cosa de vint minuts de Montlluís.

### Els camins del terme
Els camins interns de Toès i Entrevalls són el d'Alberet, o del Mas d'Alberet, el d'Alberet des de Fontpedrosa, el de Brilles, el de Campilles, el de Carançà, el de Donapà, el de la Font, el de la Gara, el del Barratge de Carançà, el del Coll del Pal, el de les Tors de Dalt, el del Fillol, el dels Cóms, el dels Corralets, el d'Entrevalls, el Camí Ramader de Carançà i el Camí Ramader de Toès. Entre els camins que enllacen Toès i Entrevalls amb els pobles i termes veïns són el Camí d'Argodell, abans d'En a Faget, el de Canavelles (antic camí ral), el de les Basses, o de la Bassa Calenta, abans Camí o Travessa d'En, el Camí Ramader de Fontpedrosa, el Camí Ral, o Ruta Vella de Montlluís, a més del Tren Groc.

## Activitats econòmiques
Les activitats tradicionals de Toès i Entrevalls havien estat sempre relacionades amb el bosc i, en proporció més petita, amb les pastures. L'espai per a l'agricultura tradicional és molt reduït, i vora la Tet: a penes 60 ha, la major part de les quals es dediquen a farratges i pastures. No arriben a mitja dotzena les explotacions agrícoles de Toès. Hi ha una cinquantena de caps de bestiar cabrum, i menys de deu de boví i oví.

## Història

### Edat mitjana
Toès, amb Entrevalls i Alberet, formà part sempre entre les possessions de Sant Miquel de Cuixà, heretades de Sant Andreu d'Eixalada. Cuixà en tenia les jurisdiccions civil i criminal, tot i que els comtes de Cerdanya hi conservaren sempre alguns drets sobre els boscos i les patures (pasquers). A més, la muntanya de Toès, repartida actualment entre dos boscos estatals, el d'Entrevalls i el de Campilles, era condomini del monestir de Cuixà i del rei, el qual l'havia heretat dels comtes de Cerdanya. A finals del segle xiv - començaments del XV, la important Farga de Toès, una de les més importants de la comarca, fou infeudada a Ponç Descatllar.

### Edat Moderna
L'any 1577 la farga fou venuda a Tomàs de Banyuls i de Llupià, senyor de Nyer i de Montferrer, la família del qual en mantingué la possessió fins a la Revolució Francesa.

## Demografia

### Demografia antiga
La població està expressada en nombre de focs (f) o d'habitants (h)
| 17 f | 23 f | 8 f | 7 f | 21 f | 146 h | 33 f | 25 f |

(Fonts: Pélissier, 1986.)
Notes
- 1358: per a Toès i Eixalada;
- 1365: dels quals, 17 f per a Toès i Eixalada, i 6 f per a Entrevalls.

### Demografia contemporània
| Evolució de la població |      |      |      |      |      |      |      |      |
| 1793                    | 1800 | 1806 | 1821 | 1831 | 1836 | 1841 | 1846 | 1851 |
| 154                     | 152  | 151  | 167  | 267  | 300  | 235  | 322  | 274  |

| 1856 | 1861 | 1866 | 1872 | 1876 | 1881 | 1886 | 1891 | 1896 |
| ---- | ---- | ---- | ---- | ---- | ---- | ---- | ---- | ---- |
| 234  | 219  | 201  | 160  | 156  | 143  | 151  | 128  | 139  |

| 1901 | 1906 | 1911 | 1921 | 1926 | 1931 | 1936 | 1946 | 1954 |
| ---- | ---- | ---- | ---- | ---- | ---- | ---- | ---- | ---- |
| 132  | 208  | 120  | 141  | 110  | 94   | 93   | 107  | 76   |

| 1962 | 1968 | 1975 | 1982 | 1990 | 1999 | 2006 | 2011 | 2015 |
| ---- | ---- | ---- | ---- | ---- | ---- | ---- | ---- | ---- |
| 53   | 46   | 23   | 38   | 48   | 41   | 36   | 32   | 35   |

Fonts: Ldh/EHESS/Cassini fins al 1999, després INSEE a partir deL 2004

### Evolució de la població

Població 1962-2008

## Administració i política

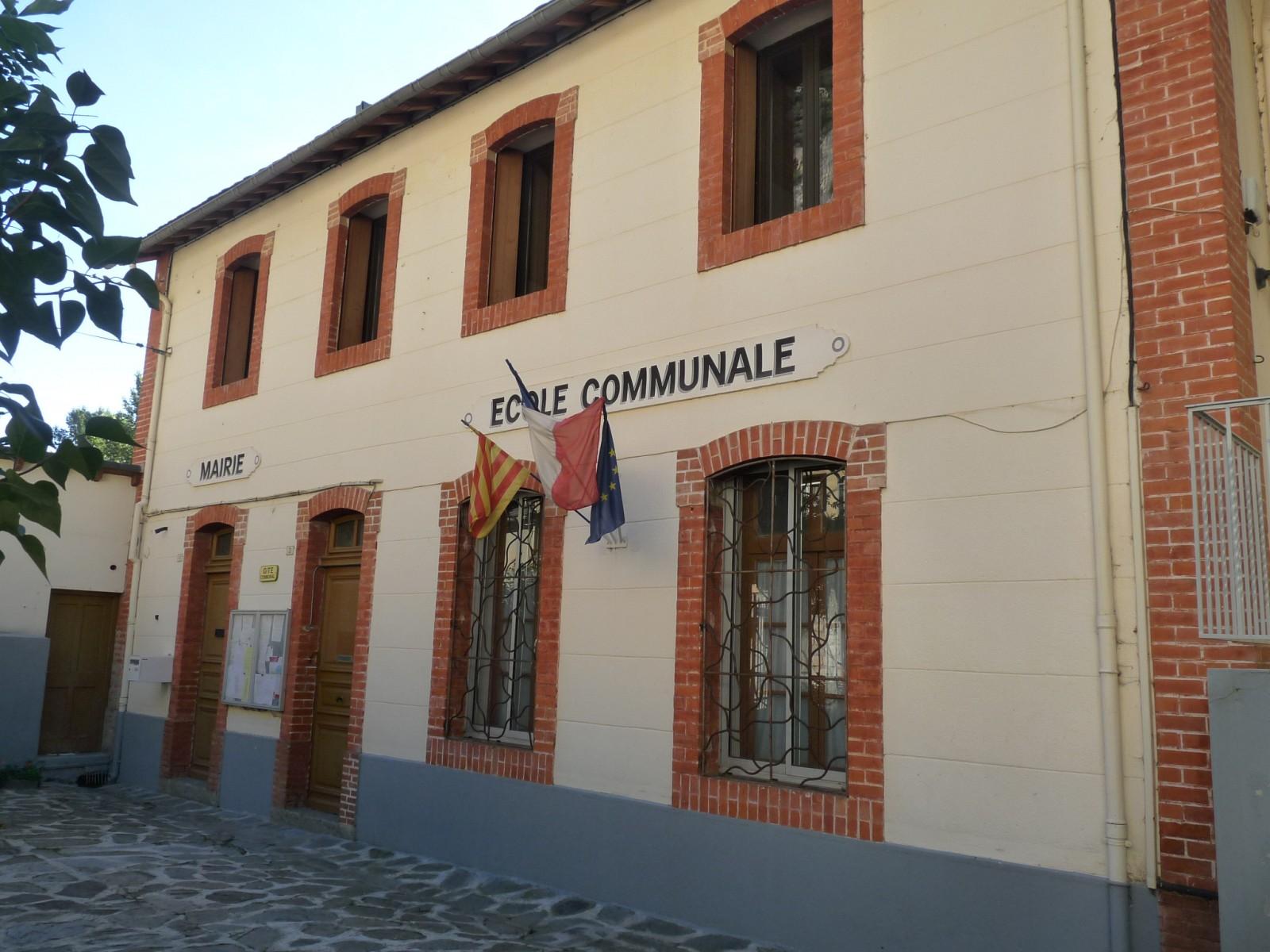
La Casa del Comú de Toès i Entrevalls

### Batlles
| Alcalde            | Període                       |
| ------------------ | ----------------------------- |
| Jean Ulme          | Març del 2001 - Març del 2008 |
| Jean-Jacques Rouch | Març del 2008 - Moment actual |

### Legislatura 2014 - 2020

#### Batlle
- Jean-Jacques Rouch.

#### Adjunts al batlle[12]
- 1a: Jocelyne Achard
- 2a: Béatrice Rouch.

#### Consellers municipals
- Martine Bobé
- François Bober
- Catherine Labric
- Albert Mallol i Camprubí.

### Adscripció cantonal

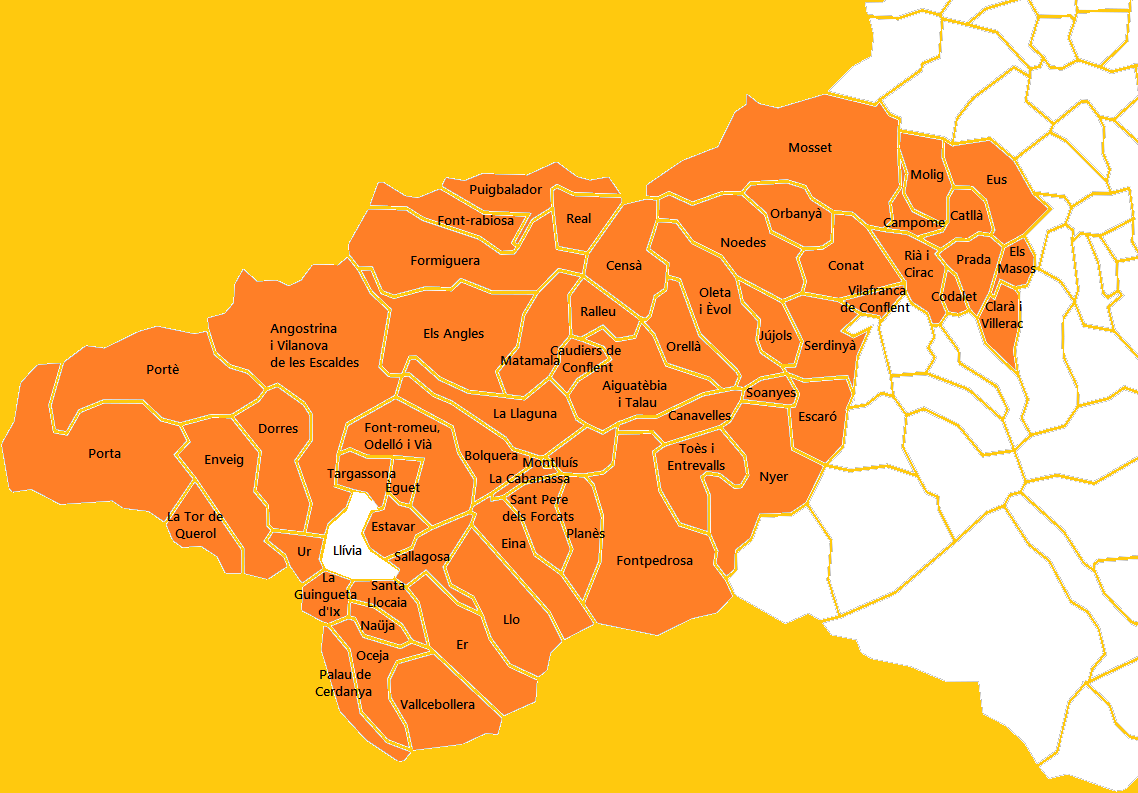
Mapa del Cantó dels Pirineus Catalans

A les eleccions cantonals del 2015 Toès i Entrevalls ha estat inclòs en el cantó número 13, dels Pirineus Catalans, que inclou els pobles d'Angostrina i Vilanova de les Escaldes, Bolquera, Dorres, Èguet, Eina, Enveig, Er, Estavar, Font-romeu, Odelló i Vià, la Guingueta d'Ix, Llo, Naüja, Oceja, Palau de Cerdanya, Porta, Portè, Sallagosa, Santa Llocaia, Targasona, la Tor de Querol, Ur i Vallcebollera, de la comarca de l'Alta Cerdanya, els Angles, Font-rabiosa, Formiguera, Matamala, Puigbalador i Ral, de la del Capcir, i les viles de Montlluís, Prada i Vilafranca de Conflent i els pobles d'Aiguatèbia i Talau, la Cabanassa, Campome, Canavelles, Catllà, Caudiers de Conflent, Censà, Clarà i Villerac, Codalet, Conat, Escaró, Eus, Fontpedrosa, Jújols, la Llaguna, Els Masos, Molig, Mosset, Noedes, Nyer, Oleta i Èvol, Orbanyà, Orellà, Planès, Ralleu, Rià i Cirac, Sant Pere dels Forcats, Sautó, Serdinyà, Soanyes i Toès i Entrevalls, de la del Conflent, amb capitalitat a Prada. Són conselleres per aquest cantó Jean Castex i Hélène Josende, de la Unió de la Dreta.

### Serveis comunals mancomunats
Toès i Entrevalls forma part de la Comunitat de comunes de Conflent - Canigó, amb capitalitat a Prada, juntament amb Prada, Arboçols, Campome, Campossí, Canavelles, Castell de Vernet, Catllà, Clarà i Villerac, Codalet, Conat, Cornellà de Conflent, Escaró, Espirà de Conflent, Estoer, Eus, Finestret, Fillols, Fontpedrosa, Fullà, Jóc, Jújols, Marqueixanes, els Masos, Mentet, Molig, Mosset, Noedes, Nyer, Oleta i Èvol, Orbanyà, Orellà, Pi de Conflent, Rià i Cirac, Rigardà, Saorra, Serdinyà, Soanyes, Sornià, Tarerac, Taurinyà, Trevillac, Vallestàvia, Vallmanya, Vernet, Vilafranca de Conflent i Vinçà.

## Ensenyament i Cultura
Com la majoria de pobles petits del Conflent, Toès i Entrevalls no té actualment escola pròpia i, com a la major part, l'edifici de les antigues escoles públiques serveix avui dia de Casa del Comú. Els seus infants van preferentment a les escoles de Fontpedrosa, la Llaguna o Oleta, principalment, els seus adolescents i joves, per a secundària als col·legis de Prada i Font-romeu, i per al batxillerat als liceus dels mateixos llocs anteriors.

## Llocs i monuments
- Gorges de Carançà, una atracció turística important a la comarca.
- Balneari de Toès, situat a prop del poble, però dins del terme de Nyer, que compta, igual que el poble, amb un baixador del Tren Groc.